# Socorro, New Mexico
Socorro är administrativ huvudort i Socorro County i den amerikanska delstaten New Mexico. Juan de Oñate, en spansk upptäcktsresande, namngav orten Socorro (de spanska ordet för hjälp) år 1598. Redan före de spanska upptäcktsresandenas ankomst hade puebloindianerna haft sin by, Pilabo, på samma ställe.